# Semen Biliczuk
Semen Biliczuk, ukr. Семен Білічук (ur. 1890, zm. 1944 w Kisielinie) – ukraiński rolnik, wójt Kisielina, zaangażowany w pomoc Polakom podczas rzezi wołyńskiej.
W 1910 roku ożenił się z Kateryną, z którą miał córki: Ahrypinę, Irynę i Walentynę. Sąsiadami Biliczuków była polska rodzina Antoniego Sławińskiego (wśród jego dzieci była między innymi Aniela, późniejsza żona Włodzimierza Dębskiego).
11 lipca 1943 roku oddziały OUN-UPA zamordowały w kościele w Kisielinie ok. 90 Polaków uczestniczących w niedzielnej mszy, a w okolicznym lesie pojawili się uzbrojeni ludzie, co oznaczało, że wszystkim mieszkającym w okolicy Polakom grozi śmierć z rąk członków OUN-UPA. Cztery dni później Semen Biliczuk zdecydował się ukryć w swojej stodole Sławińskich. Banderowcy, dowiedziawszy się o tym, naszli go i przekonywali, że Polacy mogą wracać do domu i nie grozi im niebezpieczeństwo. Biliczuk jednak uznał, że Sławińscy nie są bezpieczni w Kisielinie i przekonał ich, by opuścili wieś. Dzięki temu udało im się uniknąć losu innych Polaków zamordowanych przez członków OUN-UPA.
W 1944 roku, gdy do Kisielina zbliżała się Armia Czerwona, Biliczukowie wyjechali do wsi Studynie. Powrócili, gdy ocenili, że niebezpieczeństwo minęło. Semen Biliczuk zginął w wybuchu, wchodząc do domu. Budynek najpewniej został zaminowany przez opuszczających front czerwonoarmistów. Jego rodzina pozostała w Kisielinie.
Historia pomocy udzielonej przez Biliczuka rodzinie Dębskich znalazła się w filmie Oczyszczenie z 2003 roku w reżyserii Agnieszki Arnold.
W 2023 roku za swoją postawę podczas uroczystości w Belwederze w Warszawie został pośmiertnie wyróżniony Medalem Virtus et Fraternitas.